# Jan Nebeský
Jan Nebeský (* 19. prosince 1953 Roudnice nad Labem) je český divadelní režisér a pedagog. Hra Ernsta Jandla Z cizoty, kterou uvedlo pražské Divadlo Na zábradlí v režii Jana Nebeského, získala v roce 2004 cenu Alfréda Radoka v kategorii Inscenace roku.

## Život a kariéra
Jan Nebeský vystudoval v letech 1977–1982 obor režie na Divadelní fakultě Akademie múzických umění v Praze. V roce 1983, po absolvování vojenské služby, byl angažován v hradeckém Divadle VÚ. Zde nastudoval Andrejevovu hru Ten, který dostává políčky, Shakespearovo Zkrocení zlé ženy a ve vlastní úpravě uvedl Goldoniho Sluhu dvou pánů.
Od roku 1985 působí Nebeský v Praze. Stal se režisérem Divadla S. K. Neumanna, kde nastudoval například Goethovu Stellu v úpravě Jaroslava Vostrého nebo Ibsenovy Přízraky. Po krátkém, ani ne sezónu trvajícím angažmá v Divadle E. F. Buriana přijal v roce 1989 angažmá v pražském Činoherním klubu, kde setrval až do roku 1994 a režíroval např. Ibsenova Johna Gabriela Borkmana, Eurípidova Oresta v úpravě Jaroslava Vostrého či hru Sama Shepparda Pravý západ. V letech 1994–2002 byl režisérem Divadla Komedie, kde nastudoval např. Shakespearova Hamleta, hru Lenky Lagronové Terezka (za ztvárnění hlavní role získala Lucie Trmíková cenu Alfréda Radoka za ženský herecký výkon), Tobiášovu Martu či Ibsenova Stavitela Solnesse.
Od roku 2002, po rozpuštění souboru Divadla Komedie, je Nebeský ve svobodném povolání a působí ve Studiu Hrdinů, v Národním divadle, v Divadle Na zábradlí a v dalších pražských scénách (420PEOPLE, Studio DAMÚZA). Od roku 2004 je pedagogem režie na Katedře činoherního divadla DAMU.

## Dílo

### Divadelní inscenace
(Neúplný seznam)
- Leonid Nikolajevič Andrejev: Ten, který dostává políčky (režie, Divadlo VÚ)
- William Shakespeare: Zkrocení zlé ženy (režie, Divadlo VÚ)
- Carlo Goldoni: Sluha dvou pánů (úprava, režie, Divadlo VÚ)
- Johann Wolfgang Goethe, úpr. J. Vostrý: Stella (režie, Divadlo S. K. Neumanna)
- Henrik Ibsen: Přízraky (režie, Divadlo S. K. Neumanna)
- August Strindberg: Věřitelé (režie, Divadlo E. F. Buriana)
- Henrik Ibsen: John Gabriel Borkman (režie, Činoherní klub)
- Eurípidés, úpr. J. Vostrý: Orestés (režie, Činoherní klub)
- Sam Sheppard: Pravý západ (režie, Činoherní klub)
- William Shakespeare: Hamlet (režie, Divadlo Komedie)
- Lenka Lagronová: Terezka (režie, Divadlo Komedie)
- Egon Tobiáš: Marta (režie, Divadlo Komedie)
- Henrik Ibsen: Stavitel Solness (režie, Divadlo Komedie)
- George Tabori: Kanibalové (režie, Divadlo Komedie a ústecké Činoherní studio, premiéry 5. a 10. 4. 2003)[6]
- Egon Tobiáš: Solingen (Rána z milosti) (režie, Divadlo Komedie, premiéra 27. 3. 2004)
- Ernst Jandl: Z cizoty (režie, Divadlo Na zábradlí, premiéra 16. 10. 2004)
- Sarah Kane: Crave (Toužení) (režie, A studio Rubín, premiéra 11. 11. 2004)
- Friedrich Schiller: Úklady a láska (úprava, režie, Stavovské divadlo, premiéra 13. 1. 2005)
- Lenka Lagronová: Miriam (režie, Divadlo Komedie, premiéra 24. 3. 2005)
- Henrik Ibsen: Divoká kachna (úprava, režie, Divadlo v Dlouhé, premiéra 13. 9. 2005)
- Wilhelm Hauff, Lucie Trmíková: Chladné srdce (výprava, režie, Pidivadlo, premiéra 15. 12. 2005)
- Lenka Lagronová: Etty Hillesum (režie, Divadlo Na zábradlí, premiéra 12. 3. 2006)
- Však nechte světla plát (Benefiční večer Jana Kačera) (režie, Divadlo Kolowrat, premiéra 12. 3. 2006)
- Elfriede Jelinek: Sportštyk (režie (též David Jařab a Dušan D. Pařízek), Divadlo Komedie, premiéra 25. 4. 2006)
- Egon Tobiáš: Vyšetřování pokračuje (režie, Divadlo Komedie, premiéra 7. 6. 2006)
- Brendan Behan: Rukojmí (režie, Pidivadlo, premiéra 16. 11. 2006)
- Ernst Jandl: Humanisti (režie, Divadlo Komedie, premiéra 22. 1. 2007, obnovená premiéra Studio Hrdinů, 5. 11. 2012)
- Miloš Orson Štědroň: Kabaret Ivan Blatný (režie, Divadlo Komedie, premiéra 15. 3. 2007)
- Bouda Bondy (režie (též Daniel Špinar, Viktorie Čermáková, Buchty a loutky), Bouda ND, premiéra 13. 6. 2007)
- Pavel Fajt, David Prachař, Jan Nebeský: Neúplný sen (režie, Studio Damúza, premiéra 28. 11. 2007)
- Molière: Don Juan (režie, Stavovské divadlo, premiéra 13. 3. 2008)
- Henrik Ibsen: Arnie má problém (Když my mrtví procitneme) (scéna, režie, Divadlo Na zábradlí, premiéra 23. 5. 2008)
- Ženské zbraně – Kolouchův sen (režie, Alfred ve dvoře, premiéra 29. 10. 2008)
- Jan Nebeský & kol.: Horníci (Muži tmy) (autor, režie, A studio Rubín, premiéra 30. 10. 2008)
- Per Olov Enquist: Blanche a Marie (režie, Divadlo Na zábradlí, premiéra 21. 2. 2009)[7]
- Lucie Trmíková a Miloš Orson Štědroň: Lamento / Z tance v prach a opět do tance (Den a noc Matky Terezy) (režie, Experimentální prostor NoD, premiéra 18. 1. 2010)[8]
- Egon Tobiáš: NoD Quijote (režie, Studio Damúza, premiéra 27. 10. 2010)[9][10]
- Jan Nebeský, Tomáš Matonoha, Josef Polášek, Daniel Čámský: Talk show „Špinavé prádlo“ (režie, A studio Rubín, premiéra 15. 12. 2010)[11]
- Jan Nebeský, Jan Horák & kol.: SY (autor, režie, MeetFactory, premiéra 13. 4. 2011)[12][13]
- William Shakespeare: Král Lear (úprava, scéna, režie, Národní divadlo, premiéra 10. 11. 2011)[14][15]
- Egon Tobiáš & kol.: Denně (Poníci slabosti) (režie, Divadlo Na zábradlí, premiéra 9. 3. 2012)[16][17][18]
- Miloš Orson Štědroň: Divadlo Gočár (režie, Divadlo Komedie, premiéra 14. 12. 2012, Divadlo Na zábradlí, premiéra 18. 10. 2013)[19]
- Henrik Ibsen: Eyolfek (scéna, režie, Divadlo v Dlouhé, premiéra 23. 2. 2013)[20][21][22]
- Lucie Trmíková, Jan Nebeský, David Prachař: Kabaret Shakespeare (autor, scéna, režie, Studio DAMÚZA, premiéra 24. 4. 2013)[23]
- Gert Hoffmann, Lucie Trmíková: Pomocník Walser (režie, Studio Hrdinů, premiéra 12. 11. 2013)[24]
- Molière: Tartuffe Impromptu! (výprava a režie, Stavovské divadlo, premiéra 28. 2. 2014)[25][26]
- Lucie Trmíková, David Prachař, Jan Nebeský & kol.: Peklo – Dantovské variace (autor, scéna, režie, 420PEOPLE, premiéra 30. 9. 2014)[27][28]
- Lucie Trmíková: Mlčky křičet (scéna, režie, Studio Hrdinů, premiéra 15. 12. 2014).[29][30][31]
- Wernisch : Komorní inscenace o velikánovi české literatury, Autoři: Ivan Wernisch, Jan Nebeský, Jana Slouková, hudba Aleš Březina, režie:Jan Nebeský. Národní divadlo.[32]

### Filmografie
- Písař Bartleby (TV film, režie), 1994
- Alois Nebel (herec), 2011
- SM Kabaret: Krimikabaret (divadelní záznam, režie, 2014)